# Louis-Antoine Beaunier
Louis-Antoine Beaunier (* 15. Januar 1779 in Melun; † 26. August 1835 in Paris) war Gründer und erster Direktor der École nationale supérieure des mines de Saint-Étienne sowie erster Konzessionär einer französischen Eisenbahnlinie.

## Jugend und Ausbildung
Louis-Antoine Beaunier wurde als erster Sohn des Notars und hohen Beamten Antoine Beaunier geboren. Sein drei Jahre jüngerer Bruder Firmin-Hippolyte (1782–1824) verschrieb sich der Bildenden Kunst. Eines seiner bekanntesten Werke ist das Gemälde „Duguesclin recevant des envoyes de Charles V, l'epée de connetable“ und hängt im Musée des Beaux-Arts in Rennes.
Louis-Antoine immatrikulierte 1794 mit 16 Jahren an der Pariser Hochschule École nationale supérieure des mines de Paris, also elf Jahre nach Gründung des Institutes. Dem Semester gehörten 40 Studenten an. Seinen Abschluss machte er am 9. März 1795. Im Anschluss machte er zwei ausgedehnte Bildungsreisen, 1796 mit Jean Baptist Duhamel in die Pyrenäen und das Languedoc, im darauf folgenden Jahr mit Déodat Gratet de Dolomieu in die Italienischen Alpen und in das Département Alpes-de-Haute-Provence.

## Beruf
Bereits während seiner Studien wurden seine außergewöhnlichen Fähigkeiten auf dem Gebiet der Metallurgie bemerkt. Er trat in den Staatsdienst. Spätestens 1809 war er für die Gruben an der Saar Markscheider und Assistent von Duhamel, später dessen Nachfolger als Direktor der Bergbauschule École practique des Mines de la Sarre in Geislautern. Sie schufen in ihrer gemeinsamen Dienstzeit ein umfangreiches Kartenwerk der Kohleflöze zwischen Geislautern und der Bergbaustadt Neunkirchen. Dieser sogenannte Duhamel-Atlas, dessen Fertigstellung am 5. April 1810 nach Paris gemeldet wurde, legt Zeugnis ab über die hochstehende Qualität der französischen Bergbauschule in Paris und damit auch in Geislautern. Der Duhamel-Atlas war für über 100 Jahre die Grundlage für alle bergbaulich-konzessionellen Fragen an der Saar.
1984 wurde auf dem Gelände der ehemaligen Bergbauschule Geislautern eine Gedenkplatte enthüllt, die die Verdienste dieser beiden Männer lebendig hält.
Unruhen, ausgelöst durch die Napoleonischen Kriege 1814/1815 veranlassten Beaunier, das Saargebiet zu verlassen. Bis 1824 arbeitete er an der Bestimmung der Bergbaurechte im Département Loire, später auch an der Rhône und im Gard. Gleichzeitig setzte er seine metallurgischen Studien fort. Hauptaugenmerk war für ihn das Problem der Zementation. Auch führte er Experimente zur Erzeugung von Schmelzstählen durch.
1820 reiste er nach England, um den dort beginnenden Eisenbahnbau in Augenschein zu nehmen. Die Konzession für die erste französische, zunächst 23 Kilometer lange Bahnstrecke Saint-Étienne–Andrézieux in der Nähe von Lyon, lautete auf Louis-Antoine Beaunier. Damit konnte er ab August 1827 Kohle zwischen dem Bergwerk Saint-Étienne und dem Binnenhafen in Andrézieux an der Loire transportieren lassen.
1830 gründete er die Bergakademie in Saint-Étienne und wurde ihr erster Direktor. Im gleichen Jahr wurde er in das Oberste Verwaltungsgericht (Conseil d’État) berufen. Er war Generalinspekteur der Bergbehörde, als er 1835 in Paris verstarb.